# Gewone rietkever
De gewone rietkever of egelskophaantje (Donacia vulgaris) is een keversoort uit de familie bladkevers (Chrysomelidae). De wetenschappelijke naam van de soort werd in 1788 gepubliceerd door Zschach.